# Zeng Chunlei
Zeng Chunlei (em chinês:  曾春蕾; 03 de novembro de 1989) é uma voleibolista profissional chinesa, campeã da Copa do Mundo. Zeng é capaz de atingir 3,18 metros do chão quando ataca. Ela é medalhista de prata no Campeonato Mundial.